# 4 Heures de Monza 2018
Navigation
Édition précédente Édition suivante
Les 4 Heures de Monza 2018, disputées le 13 mai 2018 sur le circuit de Monza, sont la cinquante-sixième édition de cette course, la troisième sur un format de quatre heures, et la seconde manche de l'European Le Mans Series 2018.
La course, interrompue à plusieurs reprises par de multiples accidents, est remportée comme l'année passée par l'équipe G-Drive Racing avec l'Oreca 07 no 26 pilotée par Roman Rusinov, Jean-Éric Vergne et Andrea Pizzitola.

## Engagés
La liste officielle des engagés était composée de 43 voitures, dont 18 en LMP2, 19 en LMP3 et 6 en LM GTE.

## Essais libres

### Test Collectif - Pilote Bronze, le vendredi de 16 h 15 à 16 h 45
30 des 43 voitures engagées ont participé au test de bronze sous le soleil. Comme pour la manche précédente des European Le Mans Series, Henrik Hedman, de l'écurie DragonSpeed, a été le plus rapide durant cette séance de 30 minutes en établissant un temps de 1 min 39 s 321. Pour la seconde et troisième position, a l'inverse des 4 Heures du Castellet, Roberto Lacorte, avec la Dallara P217 du Cetilar Villorba Corse, devance François Perrodo dans l'Oreca 07 du TDS Racing.
En LMP3, la ligier JS P3 de l'écurie NEFIS By Speed Factory, aux mains de Aleksey Chuklin (en), a terminé en tête de la catégorie. La catégorie LMGTE a quant à elle vu Duncan Cameron remporter le meilleur temps sur la Ferrari 488 GTE no 55 du Spirit of Race.
| Pos. | Classe | N° | Équipe                 | Temps                        | Tours |
| ---- | ------ | -- | ---------------------- | ---------------------------- | ----- |
| 1    | LMP2   | 21 | DragonSpeed            | 1 min 39 s 321 (au 4e tour)  | 18    |
| 2    | LMP2   | 47 | Cetilar Villorba Corse | 1 min 39 s 826 (au 11e tour) | 15    |
| 3    | LMP2   | 33 | TDS Racing             | 1 min 40 s 073 (au 8e tour)  | 16    |
| 7    | LMP3   | 5  | NEFIS By Speed Factory | 1 min 47 s 525 (au 4e tour)  | 16    |
| 8    | LMP3   | 11 | EuroInternational      | 1 min 48 s 003 (au 13e tour) | 16    |
| 9    | LMP3   | 3  | United Autosports      | 1 min 48 s 022 (au 15e tour) | 15    |
| 20   | LMGTE  | 55 | Spirit of Race         | 1 min 49 s 765 (au 13e tour) | 15    |
| 21   | LMGTE  | 88 | Proton Competition     | 1 min 48 s 824 (au 16e tour) | 16    |
| 25   | LMGTE  | 80 | Ebimotors              | 1 min 50 s 684 (au 10e tour) | 14    |

### Première séance, le vendredi de 11 h 45 à 13 h 15
C'est sous de bonne condition météorologique qu'a débuté la première séance d'essais libres des 4 Heures de Monza. En début de séance, Ben Hanley, de l'écurie DragonSpeed, a réalisé la référence absolue de la catégorie sur ce tracé en tournant en 1 min 36 s 284 au volant de l'Oreca 07 no 21 de son écurie. Il a ainsi précédé la voiture vainqueur des derniers 6 Heures de Spa qui, aux mains de Roman Rusinov, finira à près de sept dixièmes de la référence. Le tiercé de tête a été complété par la Dallara P217 no 49 de l'écurie High Class Racing.
Les LMP3, du fait de la nature du tracé, les Norma M30 ont pris l’ascendant sur les Ligier JS P3. Les écuries Oregon Team, M.Racing - YMR et Ultimate ont ainsi dominée une meute de Ligier JS P3 en réalisant les trois meilleurs temps de la catégorie.
En LMGTE, l'écurie Proton Competition, avec l'aide de Gianmaria Bruni, pilote Porsche GT Team en WEC, domine le sujet en prenant la première place. Le Krohn Racing a réussi à se placer en 2e position suivi par JMW Motorsport.
La séance a été perturbée par deux incidents. Tout d’abord la Ligier JS P217 no 25 d’Algarve Pro Racing, alors aux mains de Tacksung Kim, est partie à la faute dans le deuxième virage de Lesmo. La voiture a été poussée hors des graviers et a continué. Au même moment, la Ligier JS P3 no 10 d’Oregon Team aux mains de Clément Mateu a eu un souci, se rangeant sur le bas-côté à la hauteur de la première chicane après la ligne droite des stands. Un camion-grue s'était déplacé pour sortir la voiture de cette mauvaise passe, mais n'a finalement pas été nécessaire car la voiture a redémarré et a continué. Ces deux faits ont entraîné le déploiement d’un Full Course Yellow de cinq minutes,,.
| Pos. | Classe | N° | Équipe                     | Temps                        | Tours |
| ---- | ------ | -- | -------------------------- | ---------------------------- | ----- |
| 1    | LMP2   | 21 | DragonSpeed                | 1 min 36 s 284 (au 4e tour)  | 40    |
| 2    | LMP2   | 26 | G-Drive Racing             | 1 min 36 s 979 (au 9e tour)  | 37    |
| 3    | LMP2   | 49 | High Class Racing          | 1 min 37 s 275 (au 4e tour)  | 37    |
| 19   | LMP3   | 10 | Oregon Team                | 1 min 46 s 136 (au 6e tour)  | 41    |
| 20   | LMP3   | 19 | M.Racing - YMR             | 1 min 46 s 243 (au 5e tour)  | 33    |
| 21   | LMP3   | 17 | Ultimate                   | 1 min 46 s 250 (au 6e tour)  | 39    |
| 35   | LMGTE  | 88 | Proton Competition         | 1 min 48 s 457 (au 4e tour)  | 33    |
| 37   | LMGTE  | 83 | Krohn Racing avec AF Corse | 1 min 48 s 905 (au 18e tour) | 37    |
| 39   | LMGTE  | 66 | JMW Motorsport             | 1 min 49 s 026 (au 13e tour) | 36    |

### Deuxième séance, le samedi de 09 h 15 à 10 h 45
Comme pour la première séance d'essais libres, c'est sous de bonnes conditions météorologiques que les voitures ont pu rouler. Dans la lignée de ce qui avait pu être du durant ce week end, deux voitures se sont particulièrement bien distinguées : les Oreca 07 no 21 du DragonSpeed aux mains de Nicolas Lapierre et no 26 du G-Drive Racing aux mains de Jean-Éric Vergne. Le meilleur temps est revenu au second pilote mais l’écart entre les deux voitures a été infime, un peu plus d’un dixième. Les Oreca 07 du TDS Racing no 33, du Duqueine Engineering no 29 et de l'IDEC Sport no 28 sont effectivement dans la même seconde. La première Ligier JS P217 d'United Autosports n’est que 8e et la plus rapide des Dallara P217, 10e.
En LMP3, les Ligier JS P3 ont progressé et se sont rapprochées des performances des Norma M30. La Norma M30 no 19 du M.Racing - YMR réalisa le meilleur temps devant la Ligier JS P3 no 9 d’AT Racing et la Norma M30 no 17 de l'Ultimate finira en troisième position. Un Full Course Yellow a été enregistré à la suite de la sortie de la Ligier JS P3 no 9 d’AT Racing avec Alexander Talkanitsa à son bord au niveau du 2e virage de Lesmo.
En LMGTE, cela a également été très serré avec les six autos qui se sont tenues en huit dixièmes. Matt Griffin a pu montrer tout son talent au volant de la Ferrari 488 GTE no 55 du Spirit of Race en réalisant un meilleur temps que Gianmaria Bruni. La Ferrari 488 GTE du JMW Motorsport no 66 piloté par Miguel Molina réalisa le troisième temps. Cette dernière est à l’origine d’un drapeau rouge à mi-séance à la suite d'une sortie de piste dans laquelle elle avait heurté,,.
| Pos. | Classe | N° | Écurie             | Temps                        | Tours |
| ---- | ------ | -- | ------------------ | ---------------------------- | ----- |
| 1    | LMP2   | 26 | G-Drive Racing     | 1 min 35 s 943 (au 10e tour) | 40    |
| 2    | LMP2   | 21 | DragonSpeed        | 1 min 36 s 091 (au 7e tour)  | 36    |
| 3    | LMP2   | 33 | TDS Racing         | 1 min 36 s 276 (au 5e tour)  | 40    |
| 19   | LMP3   | 19 | M.Racing - YMR     | 1 min 46 s 623 (au 34e tour) | 37    |
| 20   | LMP3   | 9  | AT Racing          | 1 min 46 s 811 (au 19e tour) | 27    |
| 21   | LMP3   | 17 | Ultimate           | 1 min 46 s 874 (au 14e tour) | 33    |
| 28   | LMGTE  | 55 | Spirit of Race     | 1 min 48 s 022 (au 32e tour) | 33    |
| 32   | LMGTE  | 88 | Proton Competition | 1 min 48 s 229 (au 37e tour) | 38    |
| 37   | LMGTE  | 66 | JMW Motorsport     | 1 min 48 s 527 (au 17e tour) | 20    |

## Qualifications
En LMP2, la séance de qualification a été indécise jusqu’à la fin. Nous avons retrouvé aux avants postes les voitures qui se sont distinguées durant les séances d'essais libres précédentes. Matthieu Vaxivière sur l’Oreca 07 du TDS Racing no 33 a signé la pole position avec un temps de 1.35:456. Il a devancé ainsi Ben Hanley sur l’Oreca 07 du DragonSpeed no 21 et Gustavo Menezes sur l’Oreca 07 de l'APR - Rebellion Racing no 31. Deux autres Oreca 07 complètent le Top 5 : la no 29 du Duqueine Engineering et la no 26 de G-Drive Racing. La première Ligier JS P217, la no 22 de l'United Autosports, n’est que 6e à quasiment une seconde du meilleur temps en dépit des efforts de Filipe Albuquerque. Deux drapeaux rouges ont perturbé la séance : le premier à cause d’une voiture au ralenti sur la piste et le second, à la toute dernière minute, à la suite de la sortie de piste de la Ligier JS P217 no 25 d’Algarve Pro Racing aux mains d'Ate de Jong qui soulevé la pile de pneus au niveau de la Parabolique. La voiture vainqueur au Castelet, l’Oreca 07 no 24 du Racing Engineering, ne réalise que le 12e temps, handicapée par un problème technique.
En LMP3, à la lecture des classements des essais libres, il était attendu que les Norma M30 dominent les qualifications. Ce ne fût pas le cas et la pole position s’est jouée dans les derniers instants de la séance. C’est Matthieu Lahaye, à bord de la Norma M30 no 17 de Ultimate, qui a été le plus rapide en coiffant David Droux, Norma M30 no 19 de M.Racing - YMR. A cinq centièmes de seconde du 2e temps, on trouve la Ligier JS P3 no 9 d’AT Racing, soit les trois autos en vue lors de la seconde séance d'essais libre.
En LMGTE, l’écurie italienne Ebimotors a frappé un grand coup en signant le meilleur temps grâce à Riccardo Pera, vice-champion Porsche Carrera Cup Italia en 2017, au nez à la barbe du pilote usine Porsche Gianmaria Bruni et Andrea Bertolini. Seul cinq autos ont pris part à la séance, car la Ferrari 488 GTE du JMW Motorsport n’avait pas pu participer à la suite de la touchette réalisée lors de la dernière séance d'essais libres. Ces cinq voitures se tiennent en moins de huit dixièmes,,.
À la suite des contrôles techniques post qualifications, les voitures no 9, no 31 et no 33 ont vu leurs temps annulés pour cause de non-respect du règlement technique. De ce fait la pole position est revenue à l'Oreca 07 no 21 de l'écurie DragonSpeed,,.
| Pos. | Classe | N° | Écurie                     | Pilote                  | Temps          | Tours |
| ---- | ------ | -- | -------------------------- | ----------------------- | -------------- | ----- |
| 1    | LMP2   | 21 | DragonSpeed                | Ben Hanley              | 1 min 35 s 837 | 2     |
| 2    | LMP2   | 29 | Duqueine Engineering       | Nelson Panciatici       | 1 min 36 s 074 | 6     |
| 3    | LMP2   | 26 | G-Drive Racing             | Jean-Éric Vergne        | 1 min 36 s 183 | 3     |
| 4    | LMP2   | 22 | United Autosports          | Filipe Albuquerque      | 1 min 36 s 414 | 4     |
| 5    | LMP2   | 30 | AVF By Adrián Vallés       | Konstantin Tereshchenko | 1 min 36 s 614 | 3     |
| 6    | LMP2   | 40 | G-Drive Racing             | Enzo Guibbert           | 1 min 36 s 641 | 2     |
| 7    | LMP2   | 28 | IDEC Sport                 | Memo Rojas              | 1 min 36 s 817 | 3     |
| 8    | LMP2   | 32 | United Autosports          | Wayne Boyd              | 1 min 37 s 045 | 4     |
| 9    | LMP2   | 39 | Graff Racing               | Jonathan Hirschi        | 1 min 37 s 065 | 3     |
| 10   | LMP2   | 24 | Racing Engineering         | Olivier Pla             | 1 min 37 s 155 | 6     |
| 11   | LMP2   | 23 | Panis-Barthez Compétition  | Will Stevens            | 1 min 37 s 195 | 2     |
| 12   | LMP2   | 35 | SMP Racing                 | Matevos Isaakyan        | 1 min 37 s 242 | 2     |
| 13   | LMP2   | 47 | Cetilar Villorba Corse     | Felipe Nasr             | 1 min 37 s 279 | 2     |
| 14   | LMP2   | 49 | High Class Racing          | Anders Fjordbach        | 1 min 37 s 678 | 4     |
| 15   | LMP2   | 27 | IDEC Sport                 | Erik Maris              | 1 min 40 s 137 | 3     |
| 16   | LMP2   | 25 | Algarve Pro Racing         | Ate De Jong             | 1 min 41 s 523 | 3     |
| 17   | LMP3   | 17 | Ultimate                   | Matthieu Lahaye         | 1 min 45 s 386 | 6     |
| 18   | LMP3   | 19 | M.Racing - YMR             | David Droux             | 1 min 45 s 610 | 6     |
| 19   | LMP3   | 2  | United Autosports          | Sean Rayhall            | 1 min 45 s 677 | 5     |
| 20   | LMP3   | 15 | RLR Msport                 | Job van Uitert          | 1 min 45 s 744 | 6     |
| 21   | LMP3   | 10 | Oregon Team                | Riccardo Ponzio         | 1 min 45 s 910 | 5     |
| 22   | LMP3   | 11 | EuroInternational          | Giorgio Mondini         | 1 min 46 s 161 | 4     |
| 23   | LMP3   | 5  | NEFIS By Speed Factory     | Timur Boguslavskiy      | 1 min 46 s 222 | 5     |
| 24   | LMP3   | 8  | DKR Engineering            | Alexander Toril         | 1 min 46 s 272 | 6     |
| 25   | LMP3   | 20 | Racing for Poland          | Alex Fontana            | 1 min 46 s 444 | 5     |
| 26   | LMP3   | 6  | 360 Racing                 | Ross Kaiser             | 1 min 46 s 586 | 6     |
| 27   | LMP3   | 4  | Cool Racing by GPC         | Antonin Borga           | 1 min 46 s 590 | 5     |
| 28   | LMP3   | 3  | United Autosports          | Matthew Bell            | 1 min 46 s 805 | 4     |
| 29   | LMP3   | 7  | Ecurie Ecosse              | Colin Noble             | 1 min 46 s 846 | 4     |
| 30   | LMP3   | 18 | M.Racing - YMR             | Natan Bihel             | 1 min 46 s 860 | 6     |
| 31   | LMP3   | 13 | Inter Europol Competition  | Jakub Śmiechowski       | 1 min 46 s 890 | 4     |
| 32   | LMP3   | 14 | Inter Europol Competition  | Hendrick Still          | 1 min 46 s 981 | 5     |
| 33   | LMGTE  | 80 | Ebimotors                  | Riccardo Pera           | 1 min 47 s 493 | 4     |
| 34   | LMGTE  | 88 | Proton Competition         | Gianmaria Bruni         | 1 min 47 s 511 | 4     |
| 35   | LMGTE  | 55 | Spirit of Race             | Matt Griffin            | 1 min 47 s 574 | 3     |
| 36   | LMP3   | 16 | BHK Motorsport             | Francesco Dracone       | 1 min 47 s 827 | 3     |
| 37   | LMGTE  | 83 | Krohn Racing avec AF Corse | Andrea Bertolini        | 1 min 47 s 878 | 3     |
| 38   | LMGTE  | 77 | Proton Competition         | Marc Lieb               | 1 min 48 s 199 | 4     |
| 39   | LMP3   | 12 | EuroInternational          | Pas de temps            | Pas de temps   |       |
| 40   | LMP2   | 31 | APR - Rebellion Racing     | Temps annulé            | Temps annulé   |       |
| 41   | LMP2   | 33 | TDS Racing                 | Temps annulé            | Temps annulé   |       |
| 42   | LMGTE  | 66 | JMW Motorsport             | Pas de temps            | Pas de temps   |       |
| 43   | LMP3   | 9  | AT Racing                  | Temps annulé            | Temps annulé   |       |

## Course

### Classement de la course
Voici le classement provisoire au terme de la course.
- Les vainqueurs de chaque catégorie sont signalés par un fond jauni.
- Pour la colonne Pneus, il faut passer le curseur au-dessus du modèle pour connaître le manufacturier de pneumatiques.

| Pos  | Classe | no | Écurie                     | Pilotes                                                           | Châssis                       | Pneus | Tours | Temps               |
| Pos  | Classe | no | Écurie                     | Pilotes                                                           | Moteur                        | Pneus | Tours | Temps               |
| ---- | ------ | -- | -------------------------- | ----------------------------------------------------------------- | ----------------------------- | ----- | ----- | ------------------- |
| 1    | LMP2   | 26 | G-Drive Racing             | Andrea Pizzitola Roman Rusinov Jean-Éric Vergne                   | Oreca 07                      | D     | 124   | 4 h 01 min 02 s 607 |
| 1    | LMP2   | 26 | G-Drive Racing             | Andrea Pizzitola Roman Rusinov Jean-Éric Vergne                   | Gibson GK428 4,2 l V8 Atmo    | D     | 124   | 4 h 01 min 02 s 607 |
| 2    | LMP2   | 33 | TDS Racing                 | Loïc Duval François Perrodo Matthieu Vaxivière                    | Oreca 07                      | D     | 124   | + 29 s 828          |
| 2    | LMP2   | 33 | TDS Racing                 | Loïc Duval François Perrodo Matthieu Vaxivière                    | Gibson GK428 4,2 l V8 Atmo    | D     | 124   | + 29 s 828          |
| 3    | LMP2   | 28 | IDEC Sport                 | Paul-Loup Chatin Paul Lafargue Memo Rojas                         | Oreca 07                      | M     | 124   | + 31 s 936          |
| 3    | LMP2   | 28 | IDEC Sport                 | Paul-Loup Chatin Paul Lafargue Memo Rojas                         | Gibson GK428 4,2 l V8 Atmo    | M     | 124   | + 31 s 936          |
| 4    | LMP2   | 21 | DragonSpeed                | Ben Hanley Henrik Hedman Nicolas Lapierre                         | Oreca 07                      | M     | 124   | + 48 s 707          |
| 4    | LMP2   | 21 | DragonSpeed                | Ben Hanley Henrik Hedman Nicolas Lapierre                         | Gibson GK428 4,2 l V8 Atmo    | M     | 124   | + 48 s 707          |
| 5    | LMP2   | 24 | Racing Engineering         | Norman Nato Paul Petit Olivier Pla                                | Oreca 07                      | D     | 124   | + 1 min 23 s 545    |
| 5    | LMP2   | 24 | Racing Engineering         | Norman Nato Paul Petit Olivier Pla                                | Gibson GK428 4,2 l V8 Atmo    | D     | 124   | + 1 min 23 s 545    |
| 6    | LMP2   | 29 | Duqueine Engineering       | Nicolas Jamin Nelson Panciatici Pierre Ragues                     | Oreca 07                      | M     | 124   | + 1 min 25 s 795    |
| 6    | LMP2   | 29 | Duqueine Engineering       | Nicolas Jamin Nelson Panciatici Pierre Ragues                     | Gibson GK428 4,2 l V8 Atmo    | M     | 124   | + 1 min 25 s 795    |
| 7    | LMP2   | 23 | Panis-Barthez Compétition  | Timothé Buret Julien Canal Will Stevens                           | Ligier JS P217                | M     | 124   | + 1 min 39 s 007    |
| 7    | LMP2   | 23 | Panis-Barthez Compétition  | Timothé Buret Julien Canal Will Stevens                           | Gibson GK428 4,2 l V8 Atmo    | M     | 124   | + 1 min 39 s 007    |
| 8    | LMP2   | 31 | APR - Rebellion Racing     | Ryan Cullen Gustavo Menezes Harrison Newey                        | Oreca 07                      | D     | 124   | + 1 min 57 s 050    |
| 8    | LMP2   | 31 | APR - Rebellion Racing     | Ryan Cullen Gustavo Menezes Harrison Newey                        | Gibson GK428 4,2 l V8 Atmo    | D     | 124   | + 1 min 57 s 050    |
| 9    | LMP2   | 47 | Cetilar Villorba Corse     | Roberto Lacorte Felipe Nasr Giorgio Sernagiotto                   | Dallara P217                  | D     | 123   | + 1 tour            |
| 9    | LMP2   | 47 | Cetilar Villorba Corse     | Roberto Lacorte Felipe Nasr Giorgio Sernagiotto                   | Gibson GK428 4,2 l V8 Atmo    | D     | 123   | + 1 tour            |
| 10   | LMP2   | 22 | United Autosports          | Filipe Albuquerque Philip Hanson                                  | Ligier JS P217                | D     | 123   | + 1 tour            |
| 10   | LMP2   | 22 | United Autosports          | Filipe Albuquerque Philip Hanson                                  | Gibson GK428 4,2 l V8 Atmo    | D     | 123   | + 1 tour            |
| 11   | LMP2   | 32 | United Autosports          | Wayne Boyd Hugo de Sadeleer Will Owen                             | Ligier JS P217                | D     | 123   | + 1 tour            |
| 11   | LMP2   | 32 | United Autosports          | Wayne Boyd Hugo de Sadeleer Will Owen                             | Gibson GK428 4,2 l V8 Atmo    | D     | 123   | + 1 tour            |
| 12   | LMP2   | 27 | IDEC Sport                 | Patrice Lafargue Erik Maris William Cavailhes                     | Ligier JS P217                | M     | 120   | + 4 tours           |
| 12   | LMP2   | 27 | IDEC Sport                 | Patrice Lafargue Erik Maris William Cavailhes                     | Gibson GK428 4,2 l V8 Atmo    | M     | 120   | + 4 tours           |
| 13   | LMP2   | 25 | Algarve Pro Racing         | Mark Patterson Ate De Jong Tacksung Kim                           | Ligier JS P217                | D     | 120   | + 4 tours           |
| 13   | LMP2   | 25 | Algarve Pro Racing         | Mark Patterson Ate De Jong Tacksung Kim                           | Gibson GK428 4,2 l V8 Atmo    | D     | 120   | + 4 tours           |
| 14   | LMP3   | 11 | EuroInternational          | Giorgio Mondini Kay Van Berlo                                     | Ligier JS P3                  | M     | 118   | + 6 tours           |
| 14   | LMP3   | 11 | EuroInternational          | Giorgio Mondini Kay Van Berlo                                     | Nissan VK50VE 5.0 L V8 Atmo   | M     | 118   | + 6 tours           |
| 15   | LMP3   | 6  | 360 Racing                 | Ross Kaiser James Swift Terrence Woodward                         | Ligier JS P3                  | M     | 117   | + 7 tours           |
| 15   | LMP3   | 6  | 360 Racing                 | Ross Kaiser James Swift Terrence Woodward                         | Nissan VK50VE 5.0 L V8 Atmo   | M     | 117   | + 7 tours           |
| 16   | LMP3   | 3  | United Autosports          | Tony Wells Garett Grist Matthew Bell                              | Ligier JS P3                  | M     | 117   | + 7 tours           |
| 16   | LMP3   | 3  | United Autosports          | Tony Wells Garett Grist Matthew Bell                              | Nissan VK50VE 5.0 L V8 Atmo   | M     | 117   | + 7 tours           |
| 17   | LMP3   | 13 | Inter Europol Competition  | Martin Hippe Jakub Śmiechowski                                    | Ligier JS P3                  | M     | 117   | + 7 tours           |
| 17   | LMP3   | 13 | Inter Europol Competition  | Martin Hippe Jakub Śmiechowski                                    | Nissan VK50VE 5.0 L V8 Atmo   | M     | 117   | + 7 tours           |
| 18   | LMP3   | 2  | United Autosports          | John Falb Sean Rayhall                                            | Ligier JS P3                  | M     | 117   | + 7 tours           |
| 18   | LMP3   | 2  | United Autosports          | John Falb Sean Rayhall                                            | Nissan VK50VE 5.0 L V8 Atmo   | M     | 117   | + 7 tours           |
| 19   | LMP3   | 5  | NEFIS By Speed Factory     | Timur Boguslavskiy Aleksey Chuklin (en) Danil Pronenko            | Ligier JS P3                  | M     | 117   | + 7 tours           |
| 19   | LMP3   | 5  | NEFIS By Speed Factory     | Timur Boguslavskiy Aleksey Chuklin (en) Danil Pronenko            | Nissan VK50VE 5.0 L V8 Atmo   | M     | 117   | + 7 tours           |
| 20   | LMP3   | 17 | Ultimate                   | François Hériau Jean-Baptiste Lahaye Matthieu Lahaye              | Norma M30                     | M     | 116   | + 8 tours           |
| 20   | LMP3   | 17 | Ultimate                   | François Hériau Jean-Baptiste Lahaye Matthieu Lahaye              | Nissan VK50VE 5.0 L V8 Atmo   | M     | 116   | + 8 tours           |
| 21   | LMGTE  | 55 | Spirit of Race             | Duncan Cameron Matt Griffin Aaron Scott                           | Ferrari 488 GTE               | D     | 116   | + 8 tours           |
| 21   | LMGTE  | 55 | Spirit of Race             | Duncan Cameron Matt Griffin Aaron Scott                           | Ferrari F154CB 3.9 L V8 Turbo | D     | 116   | + 8 tours           |
| 22   | LMP3   | 10 | Oregon Team                | Clément Mateu Andrés Méndez (en) Riccardo Ponzio                  | Norma M30                     | M     | 116   | + 8 tours           |
| 22   | LMP3   | 10 | Oregon Team                | Clément Mateu Andrés Méndez (en) Riccardo Ponzio                  | Nissan VK50VE 5.0 L V8 Atmo   | M     | 116   | + 8 tours           |
| 23   | LMP3   | 4  | Cool Racing by GPC         | Alexandre Coigny Iradj Alexander Antonin Borga                    | Ligier JS P3                  | M     | 116   | + 8 tours           |
| 23   | LMP3   | 4  | Cool Racing by GPC         | Alexandre Coigny Iradj Alexander Antonin Borga                    | Nissan VK50VE 5.0 L V8 Atmo   | M     | 116   | + 8 tours           |
| 24   | LMGTE  | 77 | Proton Competition         | Marvin Dienst (de) Marc Lieb Christian Ried                       | Porsche 911 RSR               | D     | 116   | + 8 tours           |
| 24   | LMGTE  | 77 | Proton Competition         | Marvin Dienst (de) Marc Lieb Christian Ried                       | Porsche 4.0 L Flat-6 Atmo     | D     | 116   | + 8 tours           |
| 25   | LMGTE  | 80 | Ebimotors                  | Fabio Babini Riccardo Pera Raymond Narac                          | Porsche 911 RSR               | D     | 116   | + 8 tours           |
| 25   | LMGTE  | 80 | Ebimotors                  | Fabio Babini Riccardo Pera Raymond Narac                          | Porsche 4.0 L Flat-6 Atmo     | D     | 116   | + 8 tours           |
| 26   | LMP3   | 7  | Ecurie Ecosse              | Colin Noble Alex Kapadia Christian Stubbe Olsen                   | Ligier JS P3                  | M     | 116   | + 8 tours           |
| 26   | LMP3   | 7  | Ecurie Ecosse              | Colin Noble Alex Kapadia Christian Stubbe Olsen                   | Nissan VK50VE 5.0 L V8 Atmo   | M     | 116   | + 8 tours           |
| 27   | LMP3   | 15 | RLR Msport                 | John Farano Rob Garofall Job van Uitert                           | Ligier JS P3                  | M     | 115   | + 9 tours           |
| 27   | LMP3   | 15 | RLR Msport                 | John Farano Rob Garofall Job van Uitert                           | Nissan VK50VE 5.0 L V8 Atmo   | M     | 115   | + 9 tours           |
| 28   | LMP3   | 16 | BHK Motorsport             | Francesco Dracone Jacopo Baratto                                  | Ligier JS P3                  | M     | 115   | + 9 tours           |
| 28   | LMP3   | 16 | BHK Motorsport             | Francesco Dracone Jacopo Baratto                                  | Nissan VK50VE 5.0 L V8 Atmo   | M     | 115   | + 9 tours           |
| 29   | LMGTE  | 66 | JMW Motorsport             | Liam Griffin (en) Alex MacDowall Miguel Molina                    | Ferrari 488 GTE               | D     | 115   | + 9 tours           |
| 29   | LMGTE  | 66 | JMW Motorsport             | Liam Griffin (en) Alex MacDowall Miguel Molina                    | Ferrari F154CB 3.9 L V8 Turbo | D     | 115   | + 9 tours           |
| 30   | LMGTE  | 88 | Proton Competition         | Gianmaria Bruni Giorgio Roda Gianluca Roda                        | Porsche 911 RSR               | D     | 115   | + 9 tours           |
| 30   | LMGTE  | 88 | Proton Competition         | Gianmaria Bruni Giorgio Roda Gianluca Roda                        | Porsche 4.0 L Flat-6 Atmo     | D     | 115   | + 9 tours           |
| 31   | LMGTE  | 83 | Krohn Racing avec AF Corse | Andrea Bertolini Niclas Jönsson Tracy Krohn                       | Ferrari 488 GTE               | D     | 114   | + 10 tours          |
| 31   | LMGTE  | 83 | Krohn Racing avec AF Corse | Andrea Bertolini Niclas Jönsson Tracy Krohn                       | Ferrari F154CB 3.9 L V8 Turbo | D     | 114   | + 10 tours          |
| 32   | LMP3   | 19 | M.Racing - YMR             | David Droux Nicolas Ferrer Lucas Légeret                          | Norma M30                     | M     | 113   | + 11 tours          |
| 32   | LMP3   | 19 | M.Racing - YMR             | David Droux Nicolas Ferrer Lucas Légeret                          | Nissan VK50VE 5.0 L V8 Atmo   | M     | 113   | + 11 tours          |
| 33   | LMP3   | 20 | Racing for Poland          | Tomasz Blicharski Henning Enqvist Alex Fontana                    | Ligier JS P3                  | M     | 109   | + 15 tours          |
| 33   | LMP3   | 20 | Racing for Poland          | Tomasz Blicharski Henning Enqvist Alex Fontana                    | Nissan VK50VE 5.0 L V8 Atmo   | M     | 109   | + 15 tours          |
| 34   | LMP2   | 49 | High Class Racing          | Dennis Andersen Anders Fjordbach                                  | Dallara P217                  | D     | 104   | + 20 tours          |
| 34   | LMP2   | 49 | High Class Racing          | Dennis Andersen Anders Fjordbach                                  | Gibson GK428 4,2 l V8 Atmo    | D     | 104   | + 20 tours          |
| 35   | LMP3   | 14 | Inter Europol Competition  | Luca Demarchi Paul Scheuschner Hendrik Still                      | Ligier JS P3                  | M     | 99    | + 25 tours          |
| 35   | LMP3   | 14 | Inter Europol Competition  | Luca Demarchi Paul Scheuschner Hendrik Still                      | Nissan VK50VE 5.0 L V8 Atmo   | M     | 99    | + 25 tours          |
| Abd. | LMP2   | 35 | SMP Racing                 | Viktor Shaytar Egor Orudzhev Matevos Isaakyan                     | Dallara P217                  | D     | 62    |                     |
| Abd. | LMP2   | 35 | SMP Racing                 | Viktor Shaytar Egor Orudzhev Matevos Isaakyan                     | Gibson GK428 4,2 l V8 Atmo    | D     | 62    |                     |
| Abd. | LMP2   | 30 | AVF By Adrián Vallés       | Konstantin Tereshchenko Henrique Chaves                           | Dallara P217                  | D     | 61    |                     |
| Abd. | LMP2   | 30 | AVF By Adrián Vallés       | Konstantin Tereshchenko Henrique Chaves                           | Gibson GK428 4,2 l V8 Atmo    | D     | 61    |                     |
| Abd. | LMP3   | 18 | M.Racing - YMR             | Laurent Millara Natan Bihel                                       | Ligier JS P3                  | M     | 57    |                     |
| Abd. | LMP3   | 18 | M.Racing - YMR             | Laurent Millara Natan Bihel                                       | Nissan VK50VE 5.0 L V8 Atmo   | M     | 57    |                     |
| Abd. | LMP3   | 9  | AT Racing                  | Mikkel Jensen Alexander Talkanitsa, Jr. Alexander Talkanitsa, Sr. | Ligier JS P3                  | M     | 56    |                     |
| Abd. | LMP3   | 9  | AT Racing                  | Mikkel Jensen Alexander Talkanitsa, Jr. Alexander Talkanitsa, Sr. | Nissan VK50VE 5.0 L V8 Atmo   | M     | 56    |                     |
| Abd. | LMP3   | 8  | DKR Engineering            | Alexander Toril Jean Glorieux Miguel Toril                        | Norma M30                     | M     | 46    |                     |
| Abd. | LMP3   | 8  | DKR Engineering            | Alexander Toril Jean Glorieux Miguel Toril                        | Nissan VK50VE 5.0 L V8 Atmo   | M     | 46    |                     |
| Abd. | LMP2   | 40 | G-Drive Racing             | James Allen Enzo Guibbert Jose Gutiérrez                          | Oreca 07                      | D     | 19    |                     |
| Abd. | LMP2   | 40 | G-Drive Racing             | James Allen Enzo Guibbert Jose Gutiérrez                          | Gibson GK428 4,2 l V8 Atmo    | D     | 19    |                     |
| Abd. | LMP2   | 39 | Graff Racing               | Alexandre Cougnaud Jonathan Hirschi Tristan Gommendy              | Oreca 07                      | D     | 7     |                     |
| Abd. | LMP2   | 39 | Graff Racing               | Alexandre Cougnaud Jonathan Hirschi Tristan Gommendy              | Gibson GK428 4,2 l V8 Atmo    | D     | 7     |                     |
| Np.  | LMP3   | 12 | EuroInternational          | Andrea Dromedari Max Hanratty Mark Kvamme                         | Ligier JS P3                  | M     |       |                     |
| Np.  | LMP3   | 12 | EuroInternational          | Andrea Dromedari Max Hanratty Mark Kvamme                         | Nissan VK50VE 5.0 L V8 Atmo   | M     |       |                     |

## Pole position et record du tour
- Pole position : Matthieu Vaxiviere sur no 33 TDS Racing en 1 min 35 s 456
- Meilleur tour en course : Ben Hanley sur no 21 DragonSpeed en 1 min 37 s 064 au 4e tour.

## Tours en tête
Tours en tête
- no 21 Oreca 07 - DragonSpeed : 9 (1-9)
- no 26 Oreca 07 - G-Drive Racing : 84 (10-21 / 39-45 / 51-61 / 70-104 / 106-124)
- no 35 Dallara P217 - SMP Racing : 4 (22-23 / 46-47)
- no 29 Oreca 07 - Duqueine Engineering : 17 (24-37 / 48-50)
- no 28 Oreca 07 - IDEC Sport : / (38 / 105)
- no 22 Ligier JS P217 - United Autosport : 8 (62-69)

## À noter
- Longueur du circuit : 5,793 km
- Distance parcourue par les vainqueurs : 718,3 km